# St. Maria Magdalena (Hainrode)

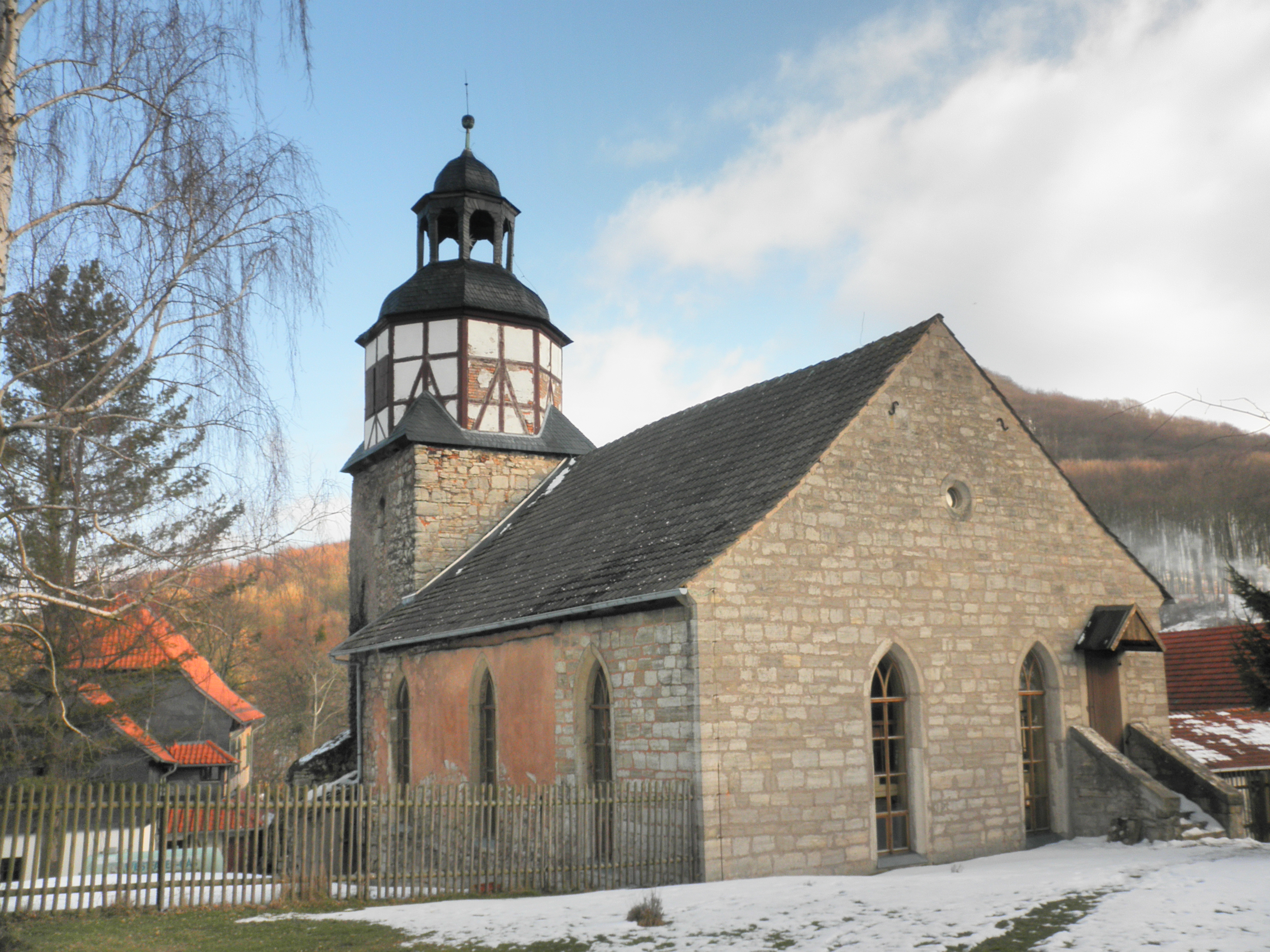
Hainrode, St. Maria Magdalena

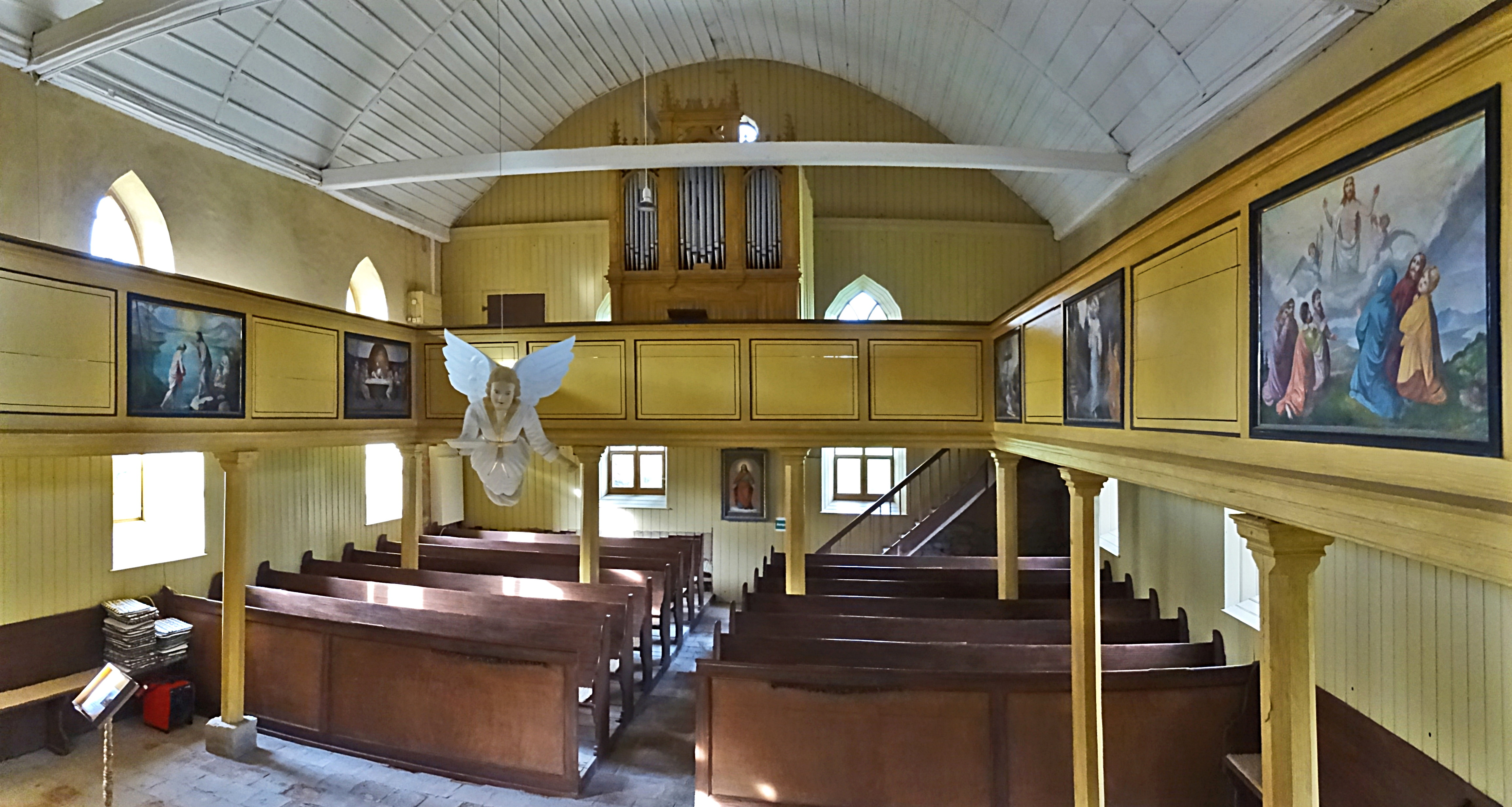
Innenansicht

Die evangelisch-lutherische Kirche St. Maria Magdalena steht in Hainrode, einem Ortsteil der Stadt und Landgemeinde Bleicherode im Landkreis Nordhausen in Thüringen. Die Kirchengemeinde Hainrode (Hainleite) gehört zum Pfarrbereich Niedergebra im Kirchenkreis Südharz der Evangelischen Kirche in Mitteldeutschland.

## Beschreibung

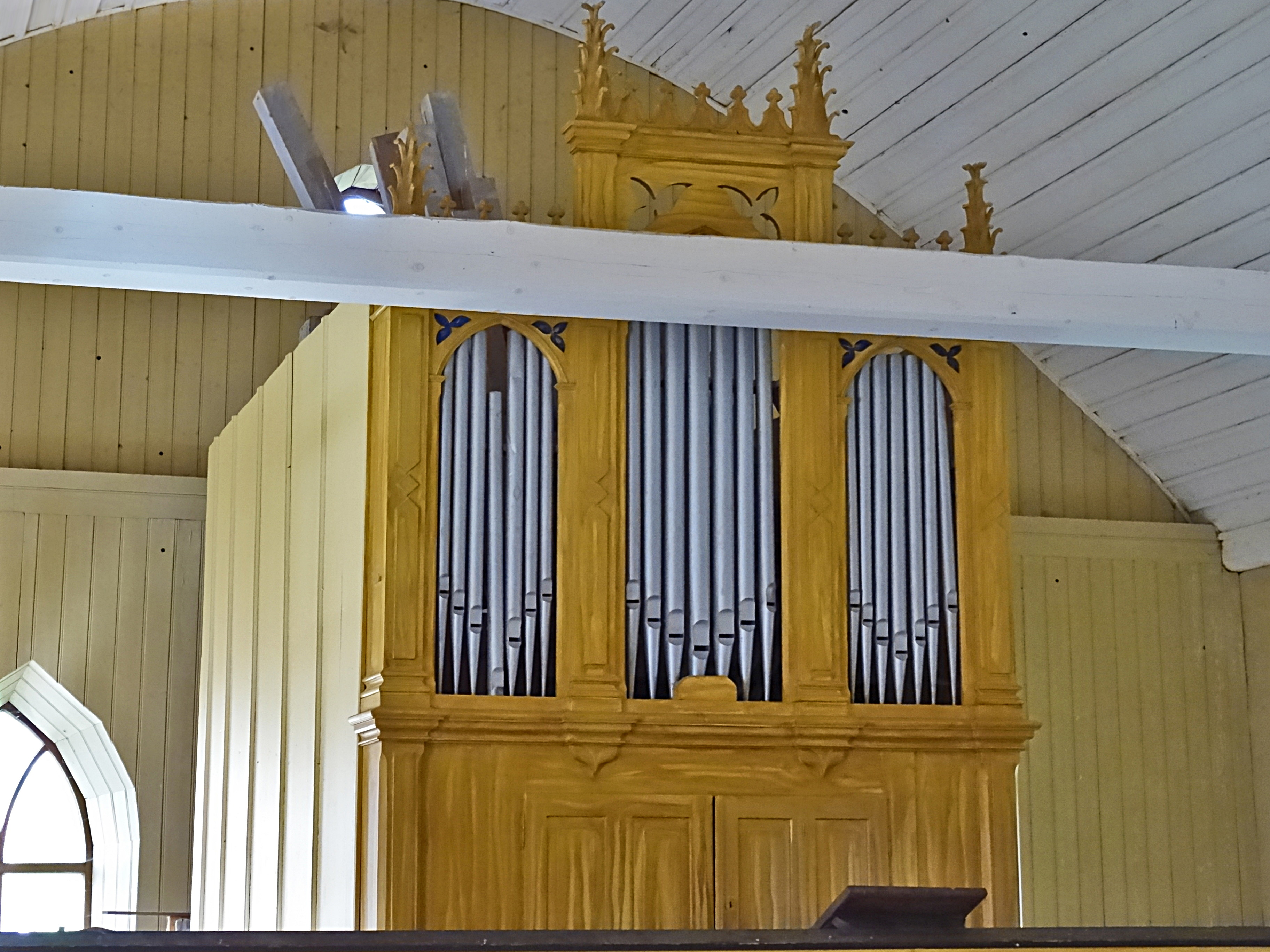
Die Orgel

Die aus z. T. verputzten Werksteinen gebaute Saalkirche hat einen eingezogenen Chorturm aus Bruchsteinen. Sie ist im 17. Jahrhundert entstanden. Das massive Erdgeschoss des Turms stammt vom Vorgängerbau aus dem 14. Jahrhundert. Der Chorturm erhielt im 17. Jahrhundert einen oktogonalen Aufsatz aus Fachwerk. Er trägt eine schiefergedeckte welsche Haube, auf der eine offene Laterne sitzt. Das fast quadratische Kirchenschiff wurde 1873 durch einen Anbau verlängert und die Fenster wurden erneuert. Der Chor hat ein rundbogiges Kreuzgratgewölbe, das sich ursprünglich in zwei Rundbögen zum Kirchenschiff und zum südlichen Anbau öffnete, letzterer ist derzeit geschlossen. Das Kirchenschiff ist mit einem hölzernen Tonnengewölbe überspannt. Der Innenraum hat schlichte, dreiseitige Emporen aus Holz. Die Brüstungen haben Bildtafeln mit Darstellungen aus dem Leben von Jesus Christus, entstanden 1873. Die Glocke wurde 1451 von Nicolaus Phulsborn aus Mühlhausen gegossen.
Die Orgel mit 8 Registern, verteilt auf ein Manual und ein Pedal, wurde 1873 von Robert Knauf & Sohn gebaut und erhielt 1906 von Julius Strobel eine neue Disposition.